# Блюменберг, Беттина
Беттина Блюменберг (в замужестве — Хайнике; англ. Bettina Blumenberg (Heinicke); род. 20 ноября 1962, Брауншвейг, Нижняя Саксония) — западногерманская хоккеистка на траве, полевой игрок. Участница летних Олимпийских игр 1988 года, серебряный призёр чемпионата мира 1986 года, двукратная чемпионка Европы по индорхоккею 1985 и 1987 годов.

## Биография
Беттина Блуменберг родилась 20 ноября 1962 года в западногерманском городе Брауншвейг.
Играла в хоккей на траве за «Айнтрахт» из Брауншвейга и «Уленхорстер» из Гамбурга.
В 1986 году в составе женской сборной ФРГ завоевала серебряную медаль чемпионата мира в Амстелвене. Забила 1 мяч.
В 1988 году вошла в состав женской сборной ФРГ по хоккею на траве на летних Олимпийских играх в Сеуле, занявшей 5-е место. Играла в поле, провела 5 матчей, забила 5 мячей (4 в ворота сборной Канады, 1 — США).
В индорхоккее дважды выигрывала золотые медали чемпионата Европы — в 1985 году в Лондоне и в 1987 году в Бад-Нойенар-Арвайлере.
В 1985—1989 годах провела за женскую сборную ФРГ 79 матчей (69 на открытых полях, 10 в помещении).
Впоследствии занималась гольфом.

## Семья
Сын — Феликс Хайнике (род. 1992), немецкий хоккеист на траве. Выступал за сборную Германии.